# Area marina protetta Isola di Ustica
L'area marina protetta Isola di Ustica è un'area marina protetta della Sicilia istituita nel 1986.

## Storia
Istituita nel novembre del 1986, la riserva marina di Ustica è stata la prima area marina protetta italiana.
I "Fondali di Ustica" sono riconosciuti sito di interesse comunitario della Rete Natura 2000 (cod. SIC ITA020046).

## Territorio
L'area marina è suddivisa in tre aree, per complessivi 15.951 ha in mare a cui si aggiungono i 14,45 km di costa: 
- una zona A, di riserva integrale, che comprende il tratto di mare, delimitato in mare da cinque boe gialle luminose, antistante Cala Sidoti. In quest'area è vietata la navigazione, l'ormeggio e la sosta di ogni tipo di imbarcazione e interdetta l'attività di pesca e qualsiasi altra azione che possa provocare disturbo o alterare le caratteristiche naturali dell'ambiente. La balneazione e lo snorkeling sono consentiti;
- una zona B di riserva generale, che comprende il versante nord-occidentale dell'isola, da Punta Cavazzi a Punta Omo Morto. In questa area è vietato il prelievo di qualsiasi forma di vita vegetale o animale ma sono consentite la navigazione da diporto, la pesca sportiva con lenza da fermo e da traino e le attività subacquee ad esclusione della pesca.
- una zona C di riserva parziale, che comprende il versante sud-orientale. In questa zona sono consentite la navigazione e l'attracco. La pesca professionale è consentita solo ai pescatori locali muniti di autorizzazione.

## Fauna

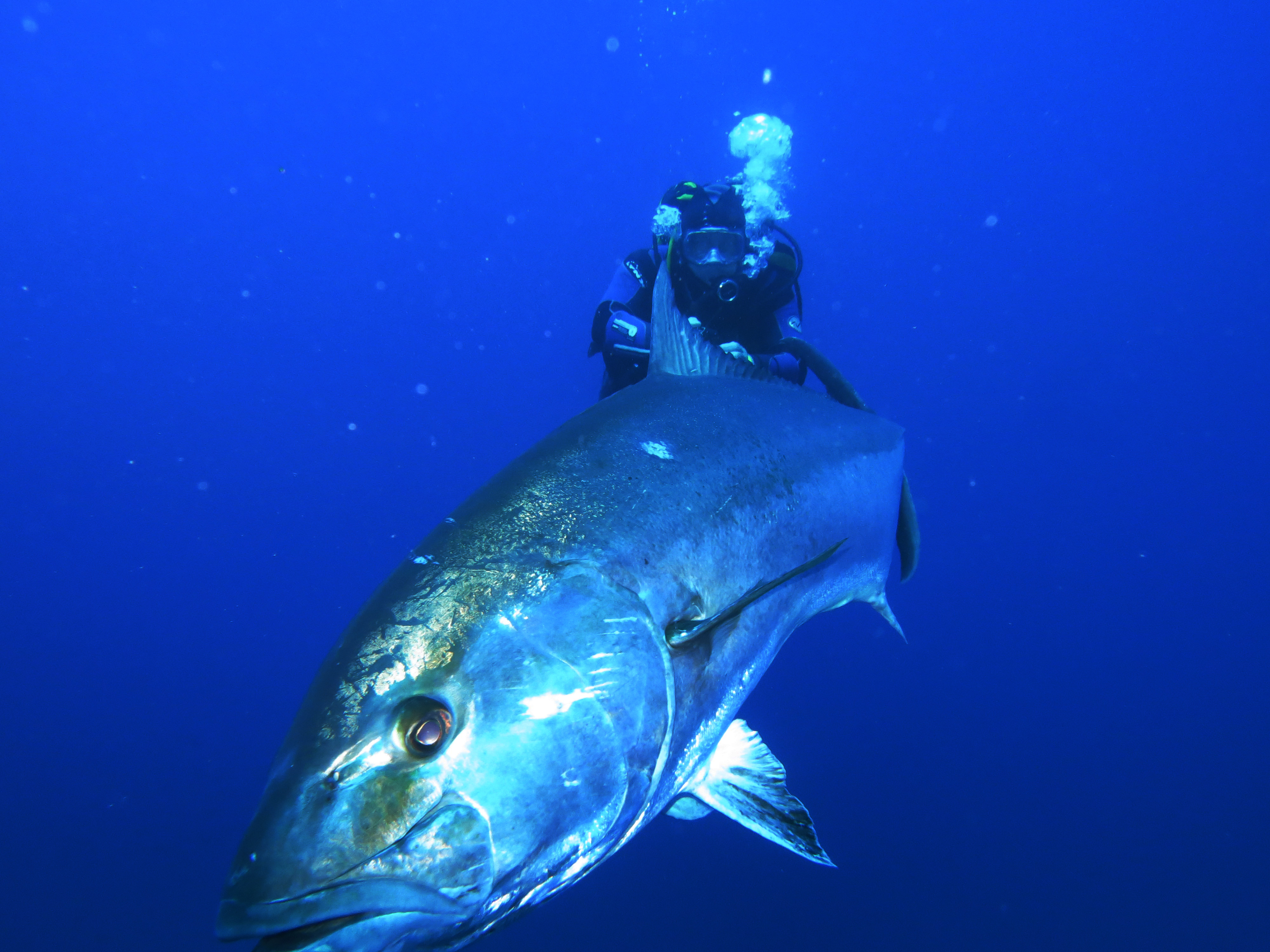

Nei suoi fondali si incontrano numerose specie,tra cui la cernia bruna (Epinephelus guaza) e la cernia di fondale (Polyprion americanum), tonni (Thunnus thynnus) e alalunga (Thunnus alalunga), Ricciola (Seriola dumerili), aguglie (Belone belone), triglie di scoglio (Mullus surmuletus), dentici (Dentex dentex), barracuda (Sphyraena sphyraena), orate (Sparus aurata), salpe (Sarpa salpa), occhiate (Oblada melanurus), nonché calamari (Loligo vulgaris) e totani (Ommastrephes sagittatus), aragosta mediterranea (Palinurus elephas), astici (Homarus gammarus)ed il falso corallo nero del Mediterraneo (Gerardia savaglia).

## Punti di interesse
- Punta dell'Arpa
- Grotta dei gamberi
- Grotta della Falconiera
- Punta Omo Morto
- Secca della Colombara
- Scoglio e tunnel del Medico
- Grotta Azzurra (Ustica)

## Strutture ricettive
- Acquario dell'AMP
- Museo archeologico sottomarino

## Galleria d'immagini

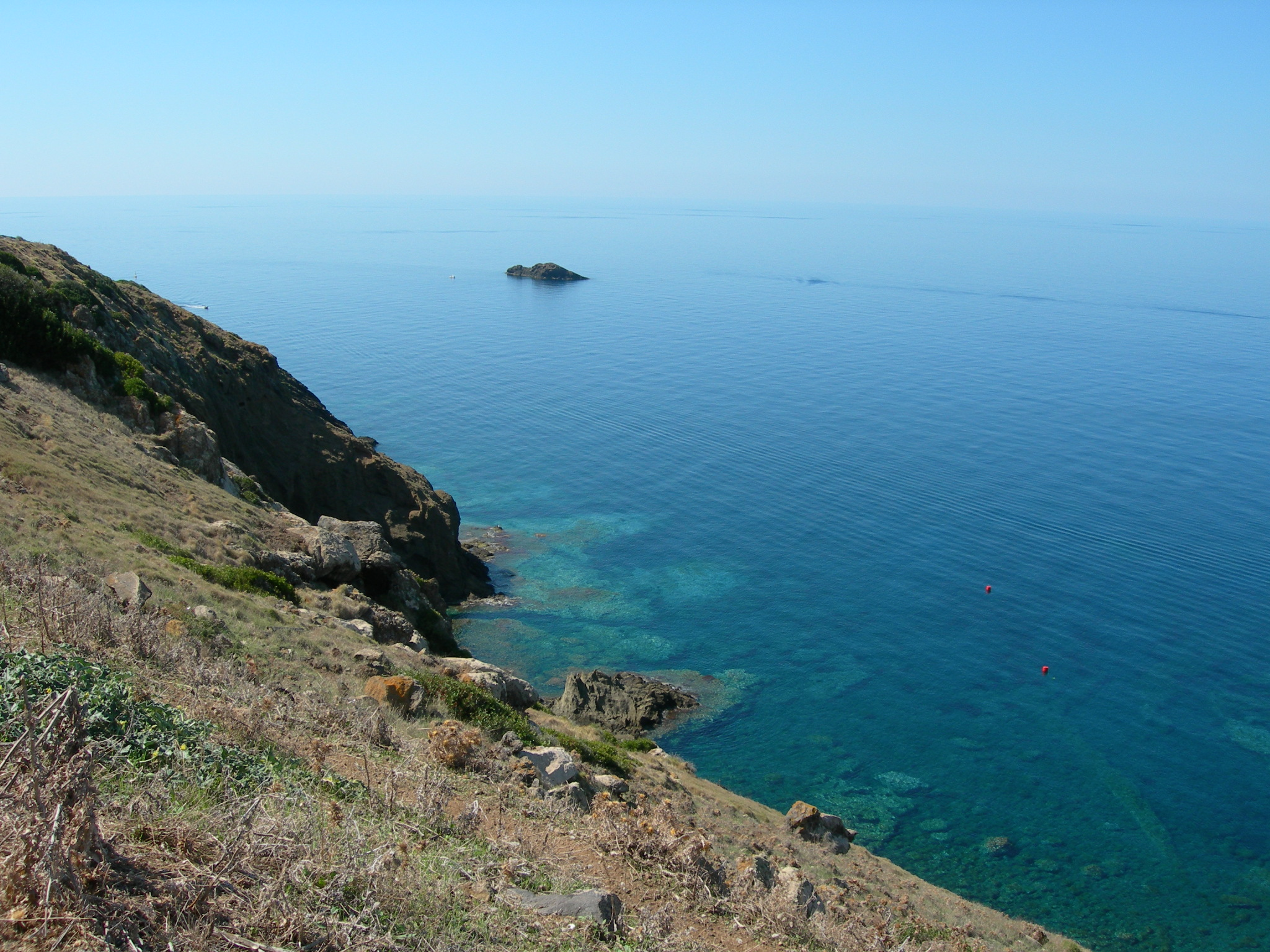
Foto dell'AMP dell'Isola di Ustica
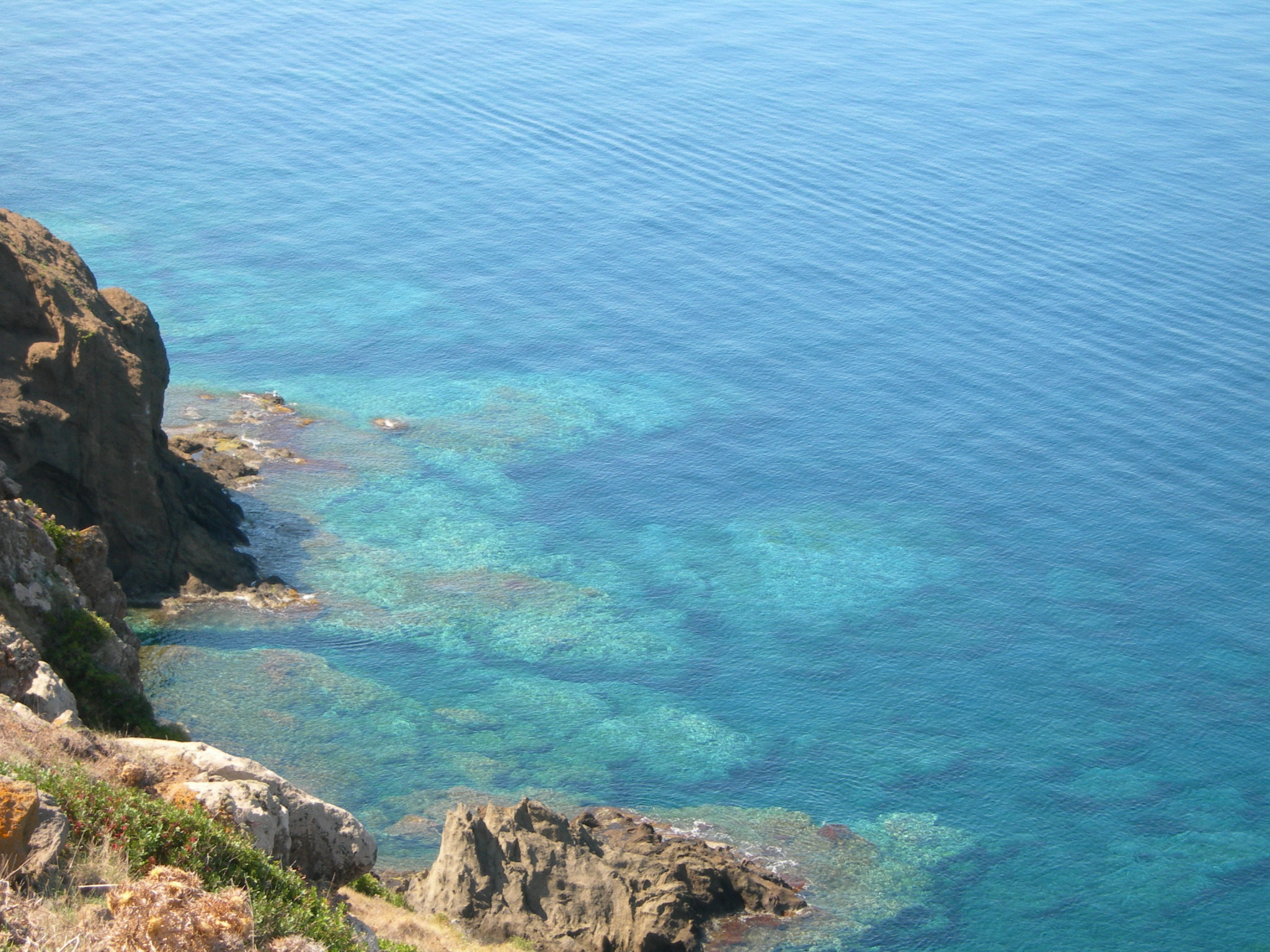
Foto dell'AMP dell'Isola di Ustica
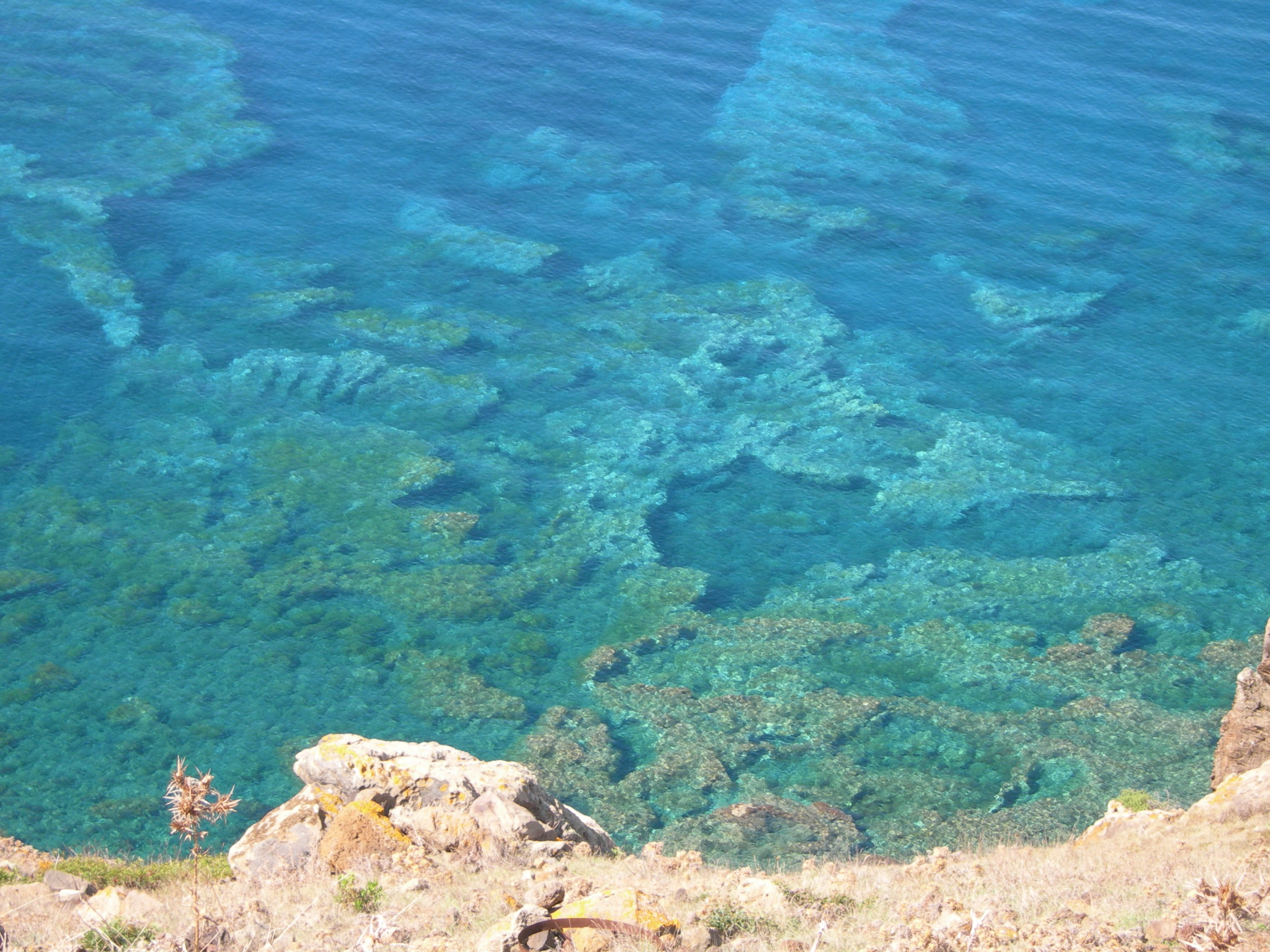
Foto dell'AMP dell'Isola di Ustica
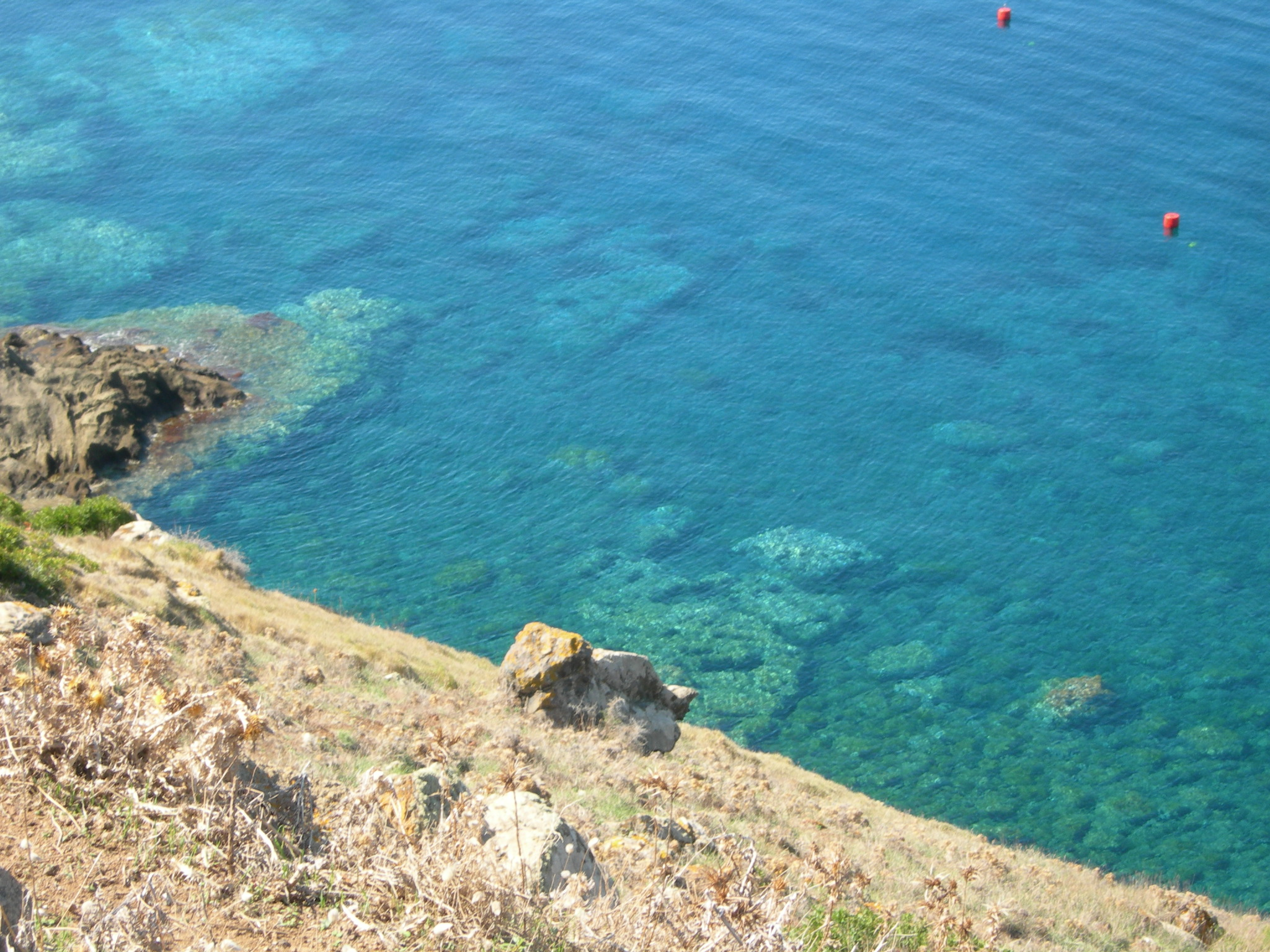
Foto dell'AMP dell'Isola di Ustica
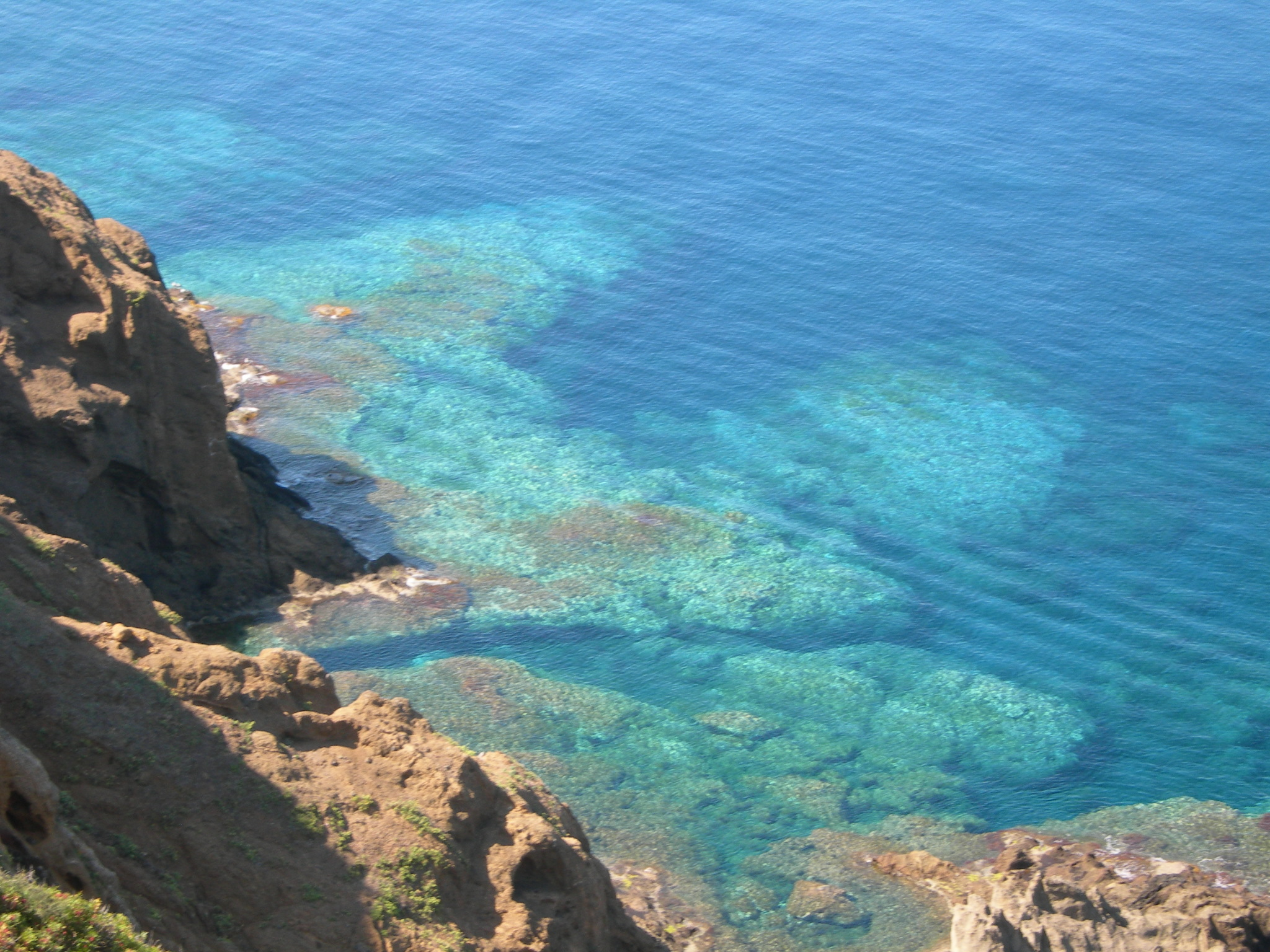
Foto dell'AMP dell'Isola di Ustica
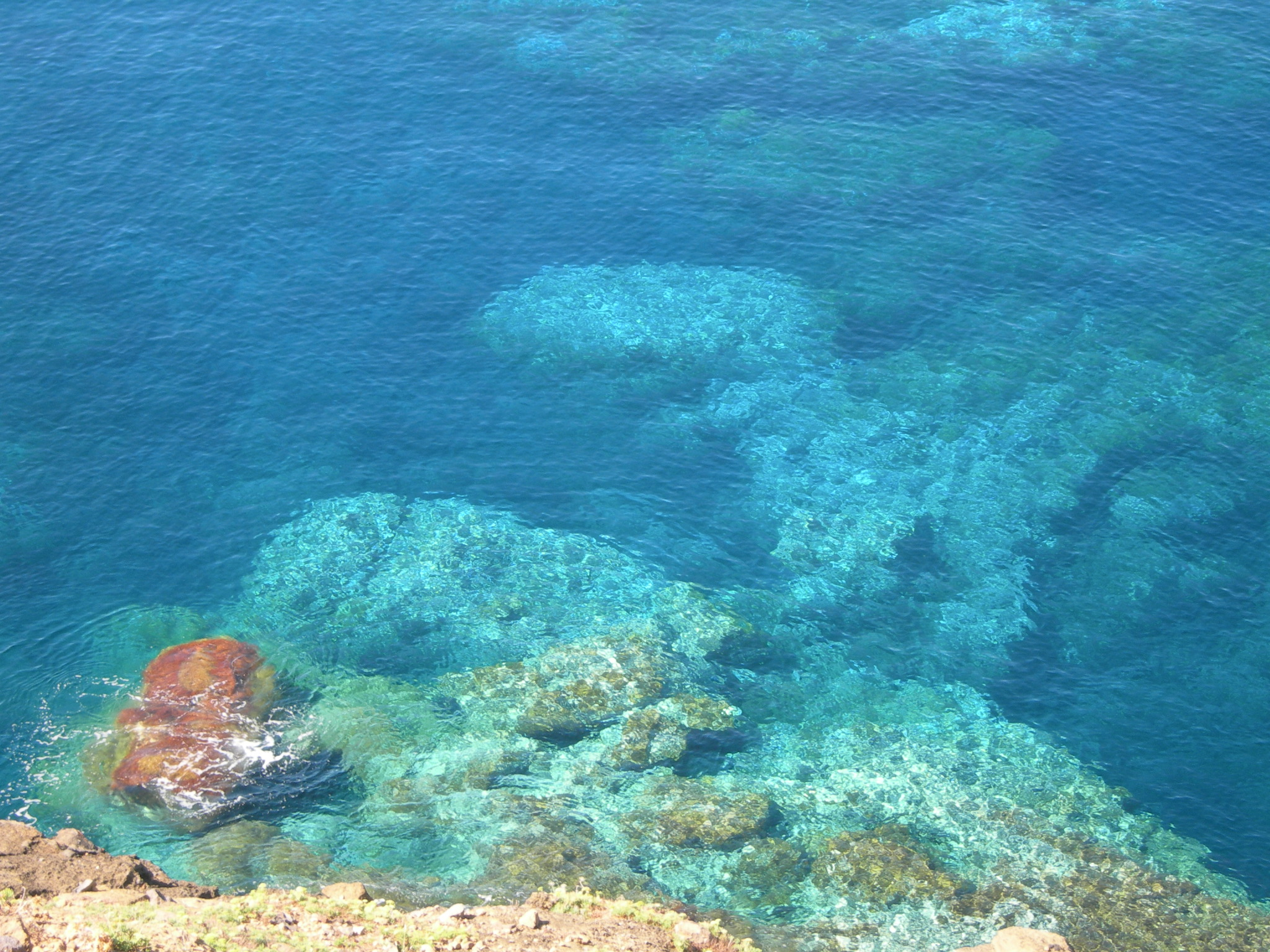
Foto dell'AMP dell'Isola di Ustica
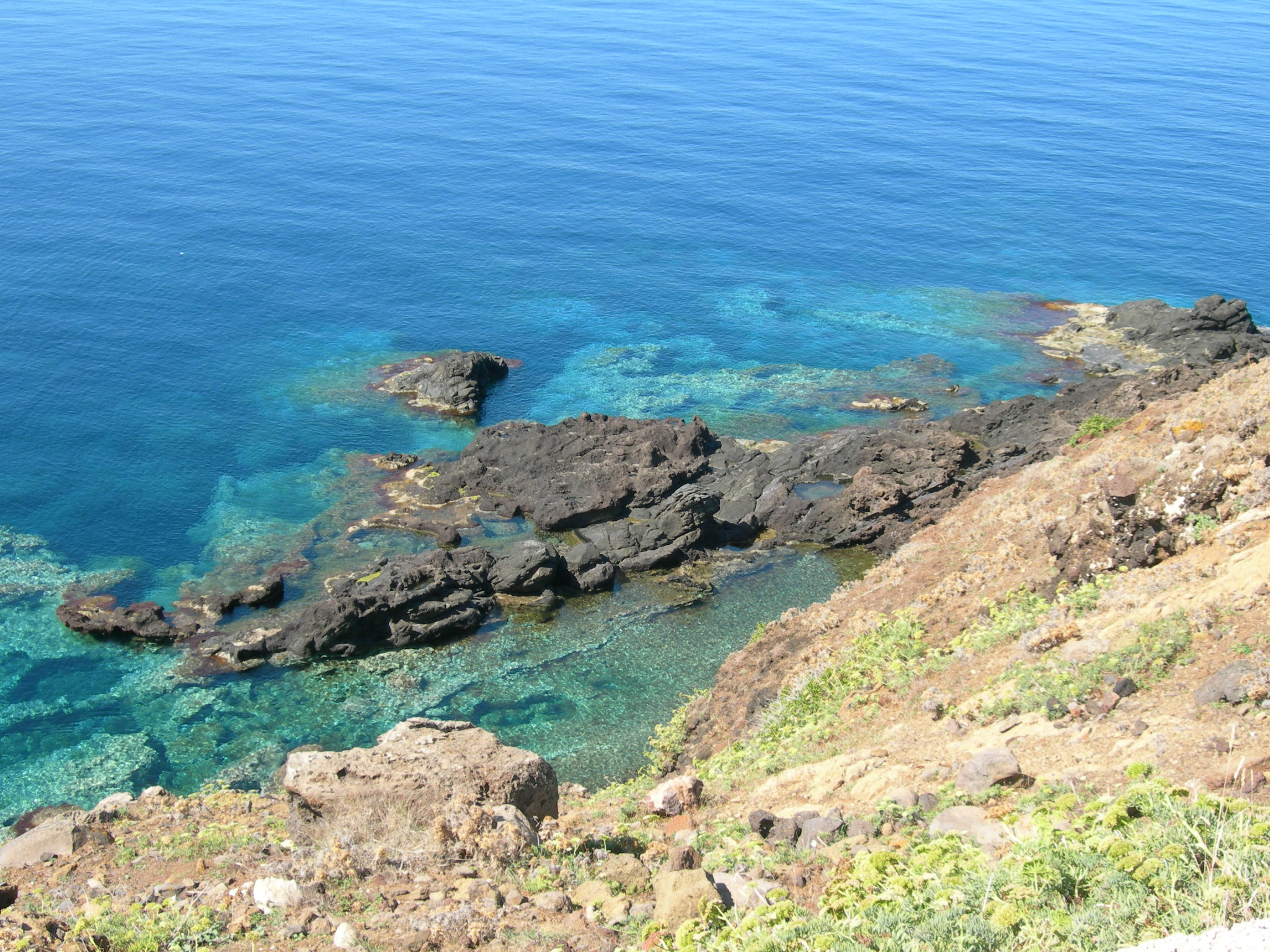
Foto dell'AMP dell'Isola di Ustica